# Martinšćica (Cres)
Martinšćica (olaszul: San Martino in Valle) falu Horvátországban Tengermellék-Hegyvidék megyében. Közigazgatásilag Creshez tartozik.

## Fekvése
Cres szigetének középső részén részén, Cres városától légvonalban 17 km-re délnyugatra, a sziget nyugati partján az azonos nevű öbölben fekszik.

## Története
Nevét középkori templomáról kapta, melyet Szent Márton püspök tiszteletére szenteltek. 1479-ben a Bokina nemesi család ferences harmadrendi kolostort alapított itt Szent Jeromos tiszteletére. Az építés 1525-ben fejeződött be. A 17. században a kolostor közelében a patrícius Sforza-család kétemeletes nyári kastélyt építtetett. A település a sziget többi részével együtt a 18. század végéig velencei, majd 1822-től osztrák uralom alatt állt. 1867 és 1918 között az Osztrák–Magyar Monarchia része volt. 1857-ben 344, 1910-ben 291 lakosa volt. Az Osztrák-Magyar Monarchia bukását rövid olasz uralom követte, majd a település a Szerb–Horvát–Szlovén Királyság része lett. A második világháború idején olasz csapatok szállták meg. A háborút követően újra Jugoszláviához került. 1991-ben az önálló horvát állam része lett. 2011-ben 129 lakosa volt. Ma lakói főként a turizmusból élnek. Legjelentősebb szálláshelyei a Zlatni Lav szálloda és a falu nyugati végén, attól egy dombbal elválasztva, az út végén található a Slatina Kemping.

## Lakosság
| Lakosság változása | Lakosság változása | Lakosság változása | Lakosság változása | Lakosság változása | Lakosság változása | Lakosság változása | Lakosság változása | Lakosság változása | Lakosság változása | Lakosság változása | Lakosság változása | Lakosság változása | Lakosság változása | Lakosság változása | Lakosság változása |
| ------------------ | ------------------ | ------------------ | ------------------ | ------------------ | ------------------ | ------------------ | ------------------ | ------------------ | ------------------ | ------------------ | ------------------ | ------------------ | ------------------ | ------------------ | ------------------ |
| 1857               | 1869               | 1880               | 1890               | 1900               | 1910               | 1921               | 1931               | 1948               | 1953               | 1961               | 1971               | 1981               | 1991               | 2001               | 2011               |
| 344                | 346                | 186                | 233                | 177                | 291                | 542                | 545                | 253                | 208                | 162                | 157                | 133                | 186                | 155                | 129                |

## Nevezetességei
- Szent Márton püspök tiszteletére szentelt plébániatemploma középkori eredetű, a 19. században teljesen átépítették ekkor nyerte el mai formáját.
- Szent Jeromos ferences temploma és kolostora[4] 1479 és 1525 között épült. A kolostortemplom főoltára felett Baldassarea d'Anna 1636-ban festett oltárképe látható. A falakon látható apostolképek a 17. századi velencei iskolát tükrözik. A kolostor fogadalmi képe a cresi tengerészek arcképeivel a 18. században készült. A kolostorban ma egyetlen szerzetes él aki a martinšćicai és a stivani plébániát is vezeti.
- A Sforza-család kastélyát a 17. században boltozott helyiségekkel, árkádos homlokzattal, magas lőréses védőfallal építették.
- A falu büszkélkedhet a sziget egyik leghosszabb strandjával. A majdnem egy kilométer hosszú aprókavicsos strand végigfut az öböl északi részén. A Slatina kempingben lévő Slatine-öböl strandja is aprókavicsos. Közelében több vendéglátó egység, éttermek, kávézók, cukrászda is működik.
- Martinšćica és a hozzá tartozó Zaglava üdülőtelep között félúton egy 142 méteres magaslaton található a Szent Kozma és Damján kápolna. A kápolnától nagyszerű kilátás nyílik Martinšćica és Vidovići falvakra, valamint az Isztria keleti partvidékére. Tóle mintegy száz méterrek délre egy kissé lejjebb, 125 méreten találhatók a Szent Kristóf kápolna romjai.